# Selección de rugby de Colombia
La selección de rugby de Colombia, también conocida como Los Tucanes, es el representante de dicho país en los campeonatos oficiales organizados por Sudamérica Rugby. Su organización está a cargo de la Federación Colombiana de Rugby fundada en 2010. Los Tucanes, seudónimo adoptado en alusión de una de las aves más importantes de Colombia, son un equipo conformado por varios deportistas que pertenecen a diferentes clubes y ligas del país y entran en una ardua competencia compuesta por triales, pruebas, concentraciones y entrenamiento durante varios meses del año para ser seleccionados; desde 2001 ha participado activamente del Sudamericano de Rugby B donde ha obtenido en cinco oportunidades el campeonato.
Actualmente Los Tucanes se encuentran en el nivel 3 en desarrollo de juego de World Rugby, la organización encargada de reglamentar este deporte en el planeta que cuenta con 117 países, misma organización que, a inicios de 2020, los cataloga como el N.º 33 del escalafón mundial.
La selección juvenil conocida también como "los Tucancitos" compite desde 2008 en el Juvenil B (M18), donde ha alcanzado 6 títulos y 3 subcampeonatos, que la han consolidado como la mejor selección juvenil del norte de Sudamérica. Desde 2014 Colombia cuenta con un equipo de desarrollo Cafeteros XV en busca de mejorar el nivel de jugadores juveniles y tener en cuenta nuevos jugadores para el equipo absoluto.

## Historia
Jugó su primer partido internacional en 1996 contra México. No obstante, su participación en torneos oficiales comenzó cinco años después, en el II Suramericano B. En sus dos primeras incursiones no logró victoria alguna. En 2003 organiza por primera vez un certamen oficial en Colombia, en el cual (IV Suramericano B) obtendría su primera victoria oficial ante Los Tumis del Perú con puntuación de 22-17, que le valió a los Tucanes obtener por primera vez el tercer lugar del certamen, y luego, en 2005, lograría su segunda victoria oficial, esta vez ante Las Orquídeas de Venezuela. Sin embargo, lo mejor estaba por venir y en octubre de 2006 durante su participación en el VI Suramericano B logra por primera vez el subcampeonato, con un saldo de 3 victorias y una sola derrota ante el, a la postre, campeón, Los Vitória-régia de Brasil; en noviembre de 2007 tuvo una importante batalla con Los Tumis y Los Vitória-régia en el VII Suramericano B disputado en la ciudad de Lima, terminando Colombia en tercer lugar del campeonato.
Gracias a la experiencia obtenida en los torneos previos, en 2009 los Tucanes se alzaron por primera vez con el título Mayor B de la CONSUR, certamen realizado en San José (Costa Rica), venciendo a Los Tumis, Los Ticos y Las Orquídeas. Para la temporada siguiente y como campeón organizó por segunda vez el torneo, ahora en Medellín, ciudad de gran apego por el rugby en Colombia. Pese a todo el equipo apenas alcanzó el tercer puesto, cayendo con sus tradicionales rivales Venezuela y Perú.
En 2012 y 2013 se ubica segunda, siempre detrás de los tradicionales y aguerridos Yacarés de Paraguay. En junio de 2014, se realizó en Cúcuta, Norte de Santander el primer Cross Border contra Venezuela, donde Tucanes venció a su similar vinotinto, por 33-5 y 52-0; más adelante organizó y ganó de manera invicta su segundo título sudamericano de la categoría, adicionalmente el capitán Sebastián Mejía logró diez anotaciones en el campeonato suramericano, ante Ecuador, Perú y Venezuela, que le valieron ser destacado como el segundo mejor anotador del año según World Rugby y en diciembre del mismo año Los Tucanes se imponen a Serpientes de México 62-24 en tierras aztecas, logro que ubicó por primera vez a Los Tucanes en el puesto 50, el más alto en la historia del rugby colombiano en el ranking oficial de selecciones que elabora cada semana World Rugby
Para 2015 se realiza la segunda Serie Binacional con Venezuela enfrentando los tres equipos principales masculinos Tucanes, Cafeteros XV y Tucancitos, perdiendo el primer juego 24-22 y reponiéndose en la revancha 45-15 esta Serie Cross Border ha permitido un crecimiento mutuo de ambos países y un mejor desarrollo del rugby para Colombia en las diferentes categorías, que se vio reflejado en la obtención de títulos, ya que el equipo M18 logró su quinto título Juvenil B, y el equipo mayor obtuvo su segundo título consecutivo (y el tercero de su historia), esta vez en Perú, venciendo a los Tumis en una intensa final que les permitió por primera vez avanzar al repechaje de ascenso continental contra Brasil.
En julio de 2016 realiza por primera vez una gira de preparación por Argentina donde se enfrenta a los clubes La Plata y Los Matreros con interesantes resultados y experiencias que aportaron mucho en la evolución del rugby colombiano. En octubre logra un nuevo título del Mayor B en Perú que le da la posibilidad de avanzar por primera vez a la clasificatoria al Mundial de 2019 donde logra derrotar por 29 - 11 a México y avanzar al repechaje continental de ascenso al Mayor A por segundo año consecutivo donde tras una reñida batalla cae 39 - 27 con Paraguay demostrando gran evolución del rugby colombiano en los últimos años.
2018 ha representado para el rugby colombiano un significativo ascenso, iniciando su participación en el Sudamericano de Rugby A con el nuevo formato de Seis Naciones. Los Tucanes se enfrentaron por primera vez a Uruguay XV y estuvieron muy cerca de imponerse a Paraguay. Gracias al desarrollo del deporte en el continente se creó el Americas Rugby Challenge; en su primera edición realizada en Colombia los Tucanes se alzarían con el primer título derrotando a Guyana, México y, por primera vez en la historia, logra vencer a Paraguay en la final del certamen.

### Uniforme

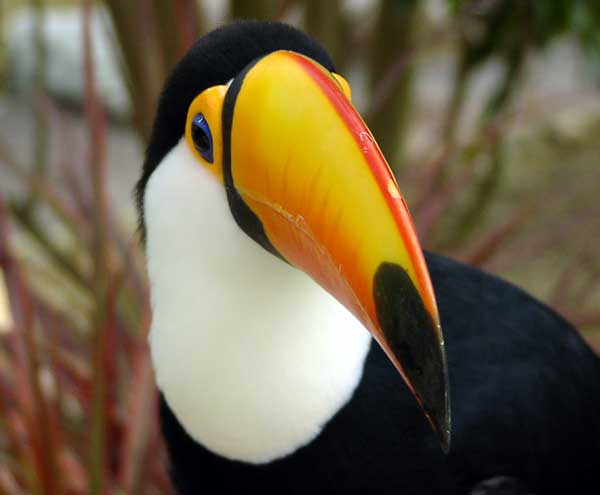
La Selección Colombia de Rugby es conocida nacional e internacionalmente como 'Los Tucanes'. El tucán es uno de los tantos animales representativos de la biodiversidad colombiana.

El uniforme principal consta de camiseta amarilla con franjas horizontales azules, y algunos detalles rojos, los cuales son los tres colores representativos de la bandera colombiana. 
En el lado izquierdo superior de la camiseta, lleva el escudo de la Federación Colombiana de Rugby, el tucán, que es un animal representativo de las selvas colombianas, mientras que al costado derecho, lleva las siglas (FRC) haciendo referencia a la federación. Entre tanto la pantaloneta es de color negro. El uniforme de visitante consta de camisa azul con mangas amarillo y rojo, y cortos blancos. Otras veces se utiliza el color negro, como uniforme alternativo. En la actualidad su patrocinador oficial es la marca Gatorade, que apoya a las selecciones de XV en las diferentes categorías.

## Entrenadores
| Nombre                | Periodo     |
| --------------------- | ----------- |
| Bill Paul             | 2001        |
| Belisario Reynal      | 2002        |
| Andrew Wright         | 2003        |
| Laurent Palau         | 2004        |
| Carlos Tejada         | 2005 - 2008 |
| Camilo García         | 2009 - 2010 |
| Mauricio Henao        | 2011        |
| Raul Vesga            | 2012 - 2015 |
| David Jaramillo Gómez | 2016 - 2023 |
| Luis Pedro Achard     | 2024 - act  |

## Jugadores destacados
- José Manuel Diosa, Convocado a Sudamérica XV en 2011[16][17]
- Sebastián Mejía, Convocado a Sudamérica XV en 2014[18]
- Gerson Ortiz , Convocado a Sudamérica XV en 2015[19]
- Andrés Zafra, Jugador Profesional - Top 14 -Agen
- Julio Cesar Giraldo, Jugador Profesional- MLR- Rugby United New York

## Participación en copas

### Copa del Mundo
- No ha clasificado

### Sudamericano A
- Sudamericano A 2018: 6.º puesto (último)
- Sudamericano A 2019: 5.º puesto
- Sudamericano A 2025: no clasificó

### Sudamericano B
- Sudamericano B 2000: no participó
- Sudamericano B 2001: 4.º puesto (último)
- Sudamericano B 2002: 4.º puesto (último)
- Sudamericano B 2003: 3.º puesto
- Sudamericano B 2004: 4.º puesto (último)
- Sudamericano B 2005: 4.º puesto
- Sudamericano B 2006: 2.º puesto
- Sudamericano B 2007: 3.º puesto
- Sudamericano B 2008: 4.º puesto
- Sudamericano B 2009: Campeón invicto
- Sudamericano B 2010: 3.º puesto
- Sudamericano B 2011: 3.º puesto
- Sudamericano B 2012: 2.º puesto
- Sudamericano B 2013: 2.º puesto
- Sudamericano B 2014: Campeón invicto
- Sudamericano B 2015: Campeón invicto
- Sudamericano B 2016: Campeón invicto
- Sudamericano B 2017: Campeón invicto
- Sudamericano B 2022: 3.º puesto (último)
- Sudamericano B 2023: 4.º puesto (último)

### Americas Rugby Challenge
- Americas Rugby Challenge 2018: Campeón invicto
- Americas Rugby Challenge 2019: Campeón invicto

### Tours
- Tour de USA South 2022: (1 - 1)[20]

## Estadísticas
| Adversario       | Jugados | Ganados | Perdidos | Empatados | % Victorias |
| ---------------- | ------- | ------- | -------- | --------- | ----------- |
| American Raptors | 1       | 0       | 1        | 0         | 0.0         |
| Argentina XV     | 1       | 0       | 1        | 0         | 0.0         |
| Brasil           | 12      | 0       | 12       | 0         | 0.0         |
| Chile XV         | 1       | 0       | 1        | 0         | 0.0         |
| Costa Rica       | 5       | 5       | 0        | 0         | 100.0       |
| Ecuador          | 3       | 3       | 0        | 0         | 100.0       |
| Guyana           | 1       | 1       | 0        | 0         | 100.0       |
| Islas Caimán     | 1       | 1       | 0        | 0         | 100.0       |
| México           | 6       | 4       | 1        | 1         | 66.6        |
| Paraguay         | 13      | 3       | 10       | 0         | 23.0        |
| Perú             | 17      | 9       | 8        | 0         | 52.9        |
| Uruguay XV       | 2       | 0       | 2        | 0         | 0.0         |
| USA Rugby South  | 2       | 1       | 1        | 0         | 50.0        |
| Venezuela        | 23      | 15      | 8        | 0         | 65.2        |
| Total            | 88      | 42      | 45       | 1         | 47.72       |

Último Test Match considerado vs Paraguay (18-49), 16 de octubre de 2024.

## Palmarés
- Americas Rugby Challenge (2): 2018, 2019

- Sudamericano de Rugby B (5): 2009, 2014, 2015, 2016, 2017.[22]